# Nombre epsilon
En mathématiques, les nombres epsilon sont une collection de  nombres transfinis définis par la propriété d'être des points fixes d'une application exponentielle. Ils ne peuvent donc pas être atteints à partir de 0 et d'un nombre fini d'exponentiations (et d'opérations « plus faibles », comme l'addition et la multiplication). La forme de base fut introduite par Georg Cantor dans le contexte du calcul sur les ordinaux comme étant les ordinaux ε satisfaisant l'équation {\displaystyle \varepsilon =\omega ^{\varepsilon },\,}où ω est le plus petit ordinal infini ; une extension aux nombres surréels a été découverte par John Horton Conway.
Le plus petit de ces ordinaux est ε0 (prononcé epsilon zero), « limite » (réunion) de la suite {\displaystyle (\omega ,\omega ^{\omega },\omega ^{\omega ^{\omega }},\omega ^{\omega ^{\omega ^{\omega }}},\dots )} ; on a donc {\displaystyle \varepsilon _{0}=\omega ^{\omega ^{\omega ^{\cdot ^{\cdot ^{\cdot }}}}}=\sup\{\omega ,\omega ^{\omega },\omega ^{\omega ^{\omega }},\omega ^{\omega ^{\omega ^{\omega }}},\dots \}}.

## Ordinaux
La définition standard (par récurrence) de l'exponentiation ordinale de base α est :
- {\displaystyle \alpha ^{0}=1\,,}
- {\displaystyle \alpha ^{\beta +1}=\alpha ^{\beta }\cdot \alpha \,,}
- {\displaystyle \alpha ^{\kappa }=\limsup _{\lambda <\kappa }\,\alpha ^{\lambda }} si {\displaystyle \kappa } est un ordinal limite.

Il résulte de cette définition, que pour tout ordinal fixé α > 1, l'application {\displaystyle \beta \mapsto \alpha ^{\beta }}  est une fonction normale (en), et possède donc des points fixes arbitrairement grands (ce résultat, connu sous le nom de lemme des fonctions normales (en), se démontre en considérant la limite des itérées de la fonction considérée). Pour {\displaystyle \alpha =\omega }, ces points fixes sont précisément les nombres epsilon. Le plus petit d'entre eux, ε0, est la borne supérieure (et donc la limite) de la suite
{\displaystyle 0,\omega ^{0}=1,\omega ^{1}=\omega ,\omega ^{\omega },\omega ^{\omega ^{\omega }},\ldots ,\omega \uparrow \uparrow k,\ldots }
où chaque terme est l'image du précédent par l'application {\displaystyle \beta \mapsto \omega ^{\beta }} (la notation du terme général est la notation des flèches de Knuth, bien que celle-ci ne soit définie que pour les ordinaux finis). On pourrait donc vouloir noter ε0 par  {\displaystyle \omega \uparrow \uparrow \omega }, mais comme il n'est pas clair de savoir ce que signifierait {\displaystyle \omega \uparrow \uparrow (\omega +1)}, cette notation ne semble pas avoir été généralisée.
Le nombre epsilon suivant {\displaystyle \varepsilon _{0}} est
{\displaystyle \varepsilon _{1}=\sup\{\varepsilon _{0}+1,\omega ^{\varepsilon _{0}+1},\omega ^{\omega ^{\varepsilon _{0}+1}},\omega ^{\omega ^{\omega ^{\varepsilon _{0}+1}}},\dots \},}
la suite étant à nouveau construite par itération de l'exponentiation de base ω, mais en partant de {\displaystyle \varepsilon _{0}+1} (et non de {\displaystyle \varepsilon _{0}}, puisque {\displaystyle \omega ^{\varepsilon _{0}}=\varepsilon _{0}}) ; on a les résultats suivants :{\displaystyle \omega ^{\varepsilon _{0}+1}=\omega ^{\varepsilon _{0}}\cdot \omega ^{1}=\varepsilon _{0}\cdot \omega \,,} {\displaystyle \omega ^{\omega ^{\varepsilon _{0}+1}}=\omega ^{(\varepsilon _{0}\cdot \omega )}={(\omega ^{\varepsilon _{0}})}^{\omega }=\varepsilon _{0}^{\omega }\,,} {\displaystyle \omega ^{\omega ^{\omega ^{\varepsilon _{0}+1}}}=\omega ^{{\varepsilon _{0}}^{\omega }}=\omega ^{{\varepsilon _{0}}^{1+\omega }}=\omega ^{(\varepsilon _{0}\cdot {\varepsilon _{0}}^{\omega })}={(\omega ^{\varepsilon _{0}})}^{{\varepsilon _{0}}^{\omega }}={\varepsilon _{0}}^{{\varepsilon _{0}}^{\omega }}\,.}
Une autre suite ayant la même limite {\displaystyle \varepsilon _{1}} résulte donc de l'exponentiation itérée de base  ε0 : {\displaystyle \varepsilon _{1}=\sup\{0,1,\varepsilon _{0},{\varepsilon _{0}}^{\varepsilon _{0}},{\varepsilon _{0}}^{{\varepsilon _{0}}^{\varepsilon _{0}}},\ldots \}.}
Plus généralement, le nombre epsilon {\displaystyle \varepsilon _{\alpha +1}} indexé par un ordinal successeur α+1 est construit de même par itération de l'exponentiation de base  ω partant de  {\displaystyle \varepsilon _{\alpha }+1}, ou par itération de l'exponentiation de base {\displaystyle \varepsilon _{\alpha }} partant de 0 :
{\displaystyle \varepsilon _{\alpha +1}=\sup\{\varepsilon _{\alpha }+1,\omega ^{\varepsilon _{\alpha }+1},\omega ^{\omega ^{\varepsilon _{\alpha }+1}},\dots \}=\sup\{0,1,\varepsilon _{\alpha },\varepsilon _{\alpha }^{\varepsilon _{\alpha }},\varepsilon _{\alpha }^{\varepsilon _{\alpha }^{\varepsilon _{\alpha }}},\dots \}}
Les nombres epsilon indexés par des ordinaux limites sont construits différemment :  si α n'est pas un successeur, {\displaystyle \varepsilon _{\alpha }} est la borne supérieure de l'ensemble des  {\displaystyle \{\varepsilon _{\beta },\beta <\alpha \}} (le premier nombre de ce type est {\displaystyle \varepsilon _{\omega }}). Dans tous les cas, {\displaystyle \varepsilon _{\alpha }} est un point fixe non seulement de l'exponentiation de base ω, mais aussi de l'exponentiation de base γ pour tous les ordinaux  γ tels que {\displaystyle 1<\gamma <\varepsilon _{\alpha }} : on a {\displaystyle \gamma ^{\varepsilon _{\alpha }}=\varepsilon _{\alpha }}.
Une définition apparemment moins constructive est de définir (pour tout ordinal {\displaystyle \alpha }) {\displaystyle \varepsilon _{\alpha }} comme le plus petit nombre epsilon (c'est-à-dire le plus petit point fixe de l'application exponentielle) non dans l'ensemble {\displaystyle \{\varepsilon _{\beta },\beta <\alpha \}} ; les deux définitions sont en fait aussi peu constructives l'une que l'autre pour {\displaystyle \alpha } limite.
Les résultats suivants ont des preuves directes très simples
- Non seulement {\displaystyle \varepsilon _{0}} est un ordinal dénombrable, mais {\displaystyle \varepsilon _{\alpha }} est dénombrable si et seulement si {\displaystyle \alpha } est dénombrable.
- La réunion (la borne supérieure) d'un enxemble non vide de nombres epsilon est un nombre epsilon ; par exemple {\displaystyle \varepsilon _{\omega }=\sup\{\varepsilon _{0},\varepsilon _{1},\varepsilon _{2},\ldots \}} est un nombre epsilon. Ainsi, l'application {\displaystyle \alpha \mapsto \varepsilon _{\alpha }} est normale.
- Le plus petit ordinal correspondant à un cardinal non dénombrable est un nombre epsilon.
- {\displaystyle \alpha \geq 1\Rightarrow \varepsilon _{\omega _{\alpha }}=\omega _{\alpha }\,.}

## Représentation deε0par des arbres
Tout nombre epsilon ε a pour forme normale de Cantor {\displaystyle \varepsilon =\omega ^{\varepsilon }} ; cette forme n'est donc guère éclairante pour ces nombres, et en pratique elle n'est jamais utilisée au-delà de ε0. En revanche, la forme normale pour un ordinal inférieur à ε0 peut être codée par un  arbre enraciné (fini), de la manière suivante : si {\displaystyle \alpha <\varepsilon _{0}} a pour forme normale de Cantor {\displaystyle \alpha =\omega ^{\beta _{1}}+\omega ^{\beta _{2}}+\cdots +\omega ^{\beta _{k}}}, où k est un entier et {\displaystyle \beta _{1},\ldots ,\beta _{k}}  sont des ordinaux, avec {\displaystyle \alpha >\beta _{1}\geq \cdots \geq \beta _{k}}, et ces ordinaux sont déterminés de manière unique par {\displaystyle \alpha }. Chacun des  {\displaystyle \beta _{i}}peut (par hypothèse de récurrence) être à son tour représenté par un arbre enraciné ; l'arbre représentant α est obtenu en joignant les racines de ces arbres à un nouveau nœud, la racine de ce nouvel arbre ; la construction s'arrête nécessairement, une suite infinie décroissante d'ordinaux étant impossible. Par exemple, l'arbre représentant l'entier n  est formé de la racine et de n  feuilles, tandis que l'arbre représentant {\displaystyle \omega ^{4}} a la racine jointe à un nœud d'où partent 4 feuilles. On peut définir (toujours par récurrence) un ordre sur l'ensemble de ces arbres en ordonnant les sous-arbres partant de la racine par ordre décroissant, et en comparant les séquences correspondantes en ordre lexicographique ; on, démontre alors que cet ordre est un bon ordre, isomorphe à ε0.

## Hiérarchie de Veblen
Les points fixes de l'application {\displaystyle \phi _{1}:x\mapsto \varepsilon _{x}} forment à leur tour une fonction normale ({\displaystyle \alpha \mapsto } le {\displaystyle \alpha }-ème point fixe de {\displaystyle \phi _{1}}), dont les points fixes forment à leur tour une fonction normale, et ainsi de suite ; ces fonctions (les fonctions de Veblen de base φ0(α) = ωα) sont connues sous le nom de  hiérarchie de Veblen. Dans les notations usuelles de la hiérarchie, l'application {\displaystyle x\mapsto \varepsilon _{x}} est φ1, et ses points fixes sont énumérés par φ2.
Continuant ainsi, on peut définir φα pour des ordinaux α de plus en plus grands ; φα+1 énumère les points fixes de  φα, et si α  est limite, φα énumère les points fixes communs à tous les φβ avec {\displaystyle \beta <\alpha }. Le plus petit ordinal non atteignable par ce processus — c'est-à-dire le plus petit α pour lequel φα(0)=α, ou encore le premier point fixe de l'application {\displaystyle \alpha \mapsto \phi _{\alpha }(0)} — est l'ordinal de Feferman-Schütte Γ0. Cet ordinal, bien que très grand, reste dénombrable, et son existence est aisément prouvée dans ZFC (et même dans des théories arithmétiques beaucoup plus faibles (en)) ; on peut donc définir à son tour une application Γ énumérant les points fixes Γ0, Γ1, Γ2,... de {\displaystyle \alpha \mapsto \varphi _{\alpha }(0)} ; tous ces points fixes sont encore des nombres epsilon. En répétant transfiniment ce processus, on aboutit au petit ordinal de Veblen (en).

## Nombres surréels
Dans On Numbers and Games, le livre exposant la notion qu'il a inventé de nombre surréel, John Horton Conway fournit de nombreux exemples de concepts se généralisant naturellement des ordinaux aux surréels. Ainsi, l'application  {\displaystyle \beta \mapsto \omega ^{\beta }} se généralise à tous les surréels, ce qui donne à son tour une forme normale de Cantor généralisée.
Conway appelle encore nombres epsilon les points fixes de cette application, et montre qu'on peut les indexer par les surréels, obtenant ainsi des nombres epsilon tels que
{\displaystyle \varepsilon _{-1}=\{0,1,\omega ,\omega ^{\omega },\ldots \mid \varepsilon _{0}-1,\omega ^{\varepsilon _{0}-1},\ldots \}}
et
{\displaystyle \varepsilon _{\frac {1}{2}}=\{\varepsilon _{0}+1,\omega ^{\varepsilon _{0}+1},\ldots \mid \varepsilon _{1}-1,\omega ^{\varepsilon _{1}-1},\ldots \}.}
Conway généralise encore ce résultat, obtenant une classe plus vaste de nombres surréels qu'il appelle « irréductibles » : ce sont ceux pour lesquels des notations comme {\displaystyle \omega ^{\omega ^{\omega ^{\cdot ^{\cdot ^{\cdot }}}}}}, bien qu'exactes, restent ambigües.